# Luftmunitionsanstalt Harth
Die Luftmunitionsanstalt Harth (umgangssprachlich auch Munitionsanstalt Ringelstein genannt) lag im Ringelsteiner Wald bei Harth auf dem Stadtgebiet von Büren, Kreis Paderborn.

## Geschichte
Ende April 1935 wurde das Gelände der Försterei Harth von Beamten des Reichsluftfahrtministeriums aus Berlin besucht, um es auf den Zweck zur Errichtung einer Munitionsanstalt hin zu überprüfen. Mit dem Bau der Anlage wurde am 8. August desselben Jahres begonnen. Während der Bauarbeiten wurden auf dem Bau bis zu 2.000 Menschen beschäftigt. Die Arbeiter reisten aus allen Teilen Deutschlands an. Um den Komplex schnell in Betrieb nehmen zu können, wurde rund um die Uhr gearbeitet. Eigens für den Neubau wurde eine Luftwaffenbaudienststelle in Ringelstein eingerichtet. Diese gehörte dem Luftgaukommando VI in Münster an, baufachlich unterstand sie jedoch dem Luftwaffenbauamt Dortmund. Das Richtfest wurde am 27. Juni 1936 zusammen mit den am Bau beteiligten Arbeitern vollzogen. Am 15. März 1936 kam der für die Muna zuständige Oberleutnant Schlichting nach Ringelstein. In den nächsten Tagen folgten weitere hohe Mitarbeiter. 
Im Jahr 1941 wurde das Bauwerk durch die Luft-Muna erweitert. Ein Lager für ausländische Zwangsarbeiter wurde oberhalb des Bahnhofs erbaut. Quellen zufolge waren in der Muna ca. 750 Zivilisten und 100 Soldaten beschäftigt. Davon sollen etwa zwei Drittel Frauen gewesen sein. Gegen Ende des Jahres 1939 wurde mit dem Einlagern der ersten Bomben für die Luftwaffe begonnen. Im Jahr 1945 sprengten amerikanische Soldaten einen Teil der Anlage.
Das 100 Hektar große Areal wurde vom Kampfmittelräumdienst der Bezirksregierung Arnsberg zum Vernichten (endgültigem Beseitigen) in Nordrhein-Westfalen geborgener Bombenblindgänger verwendet. Die Delaborierung endete 2014 mit Ablauf der Betriebserlaubnis. Restbestände von Kampfmitteln wurden 2016 in den neuen Betrieb zur Munitionsvernichtung in Hünxe (Niederrhein) überführt.

## Gebäude

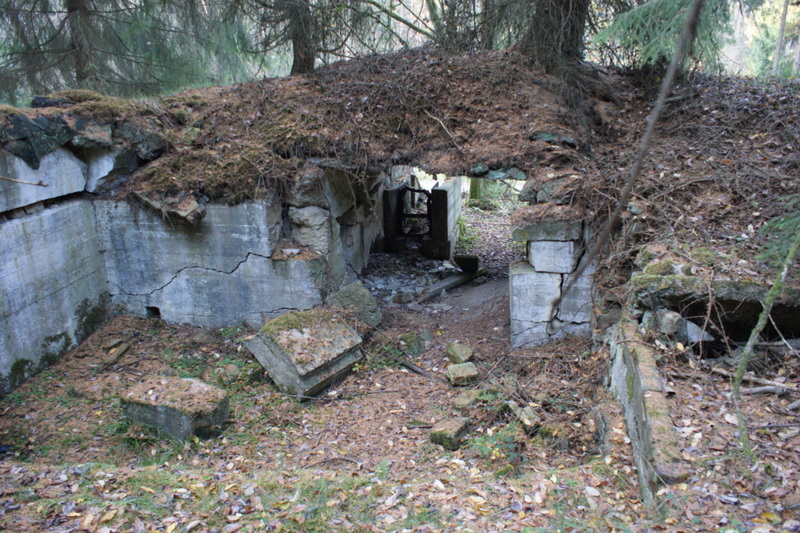
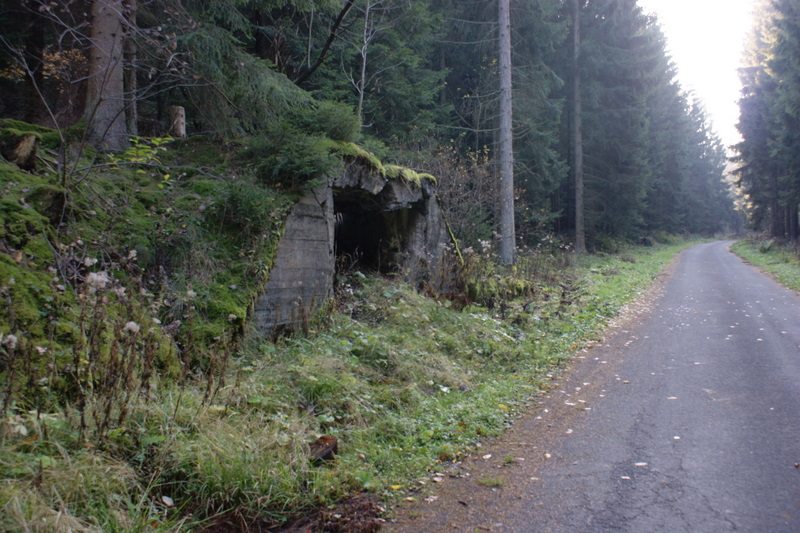
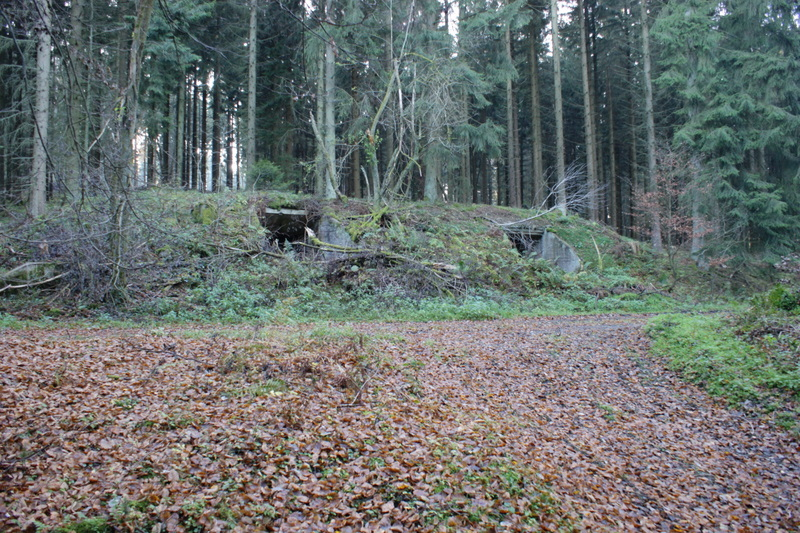
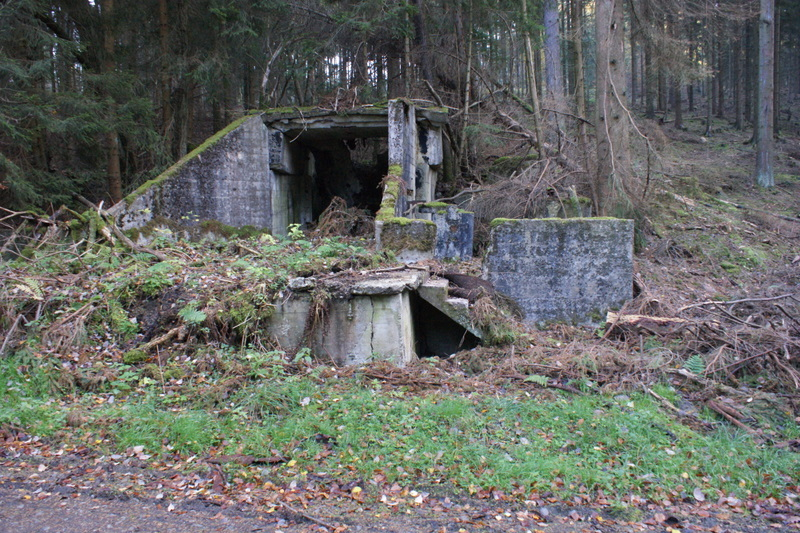
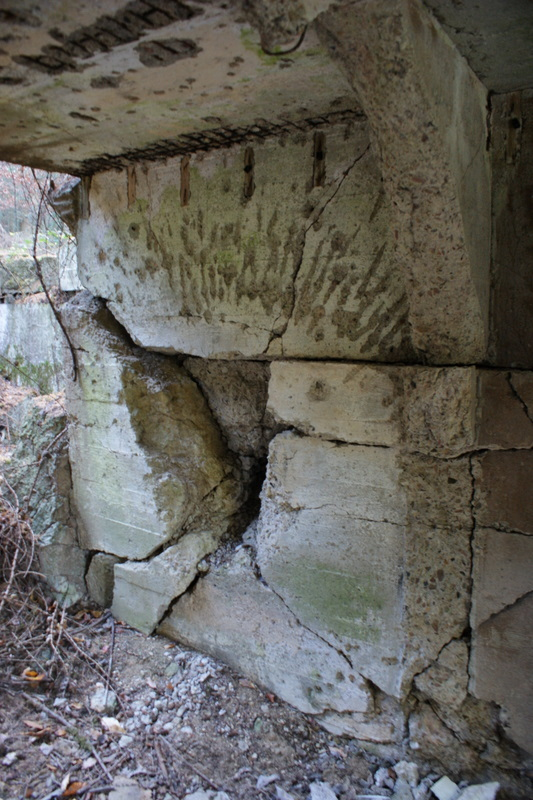

Im Arbeits- und Verwaltungsbereich gab es insgesamt 33 Gebäude. Der Munitionslager und Verarbeitungsbereich bestand aus 50 Munitionshäuschen und 23 Lagerstollen. Die Stollen zur Lagerung der Kampfmittel waren ca. 60 Meter lang und hatten einen Durchmesser von 8 m. Sie wurden in den Hang gegraben und ausgemauert. Die teilweise mit Erde bedeckten Munitionshäuschen hatten eine Größe von 10 m × 10 m oder teils auch von 15 m × 15 m. 

## Muna-Brücken
Tiefer im Wald liegen zwei alte Backsteinbrücken, die gebaut wurden um die Anlage mit Nachschub zu versorgen. Das kleinere Viadukt hat drei Bögen, das größere der beiden vier Bögen. Jedoch wurden sie nie endgültig fertiggestellt.

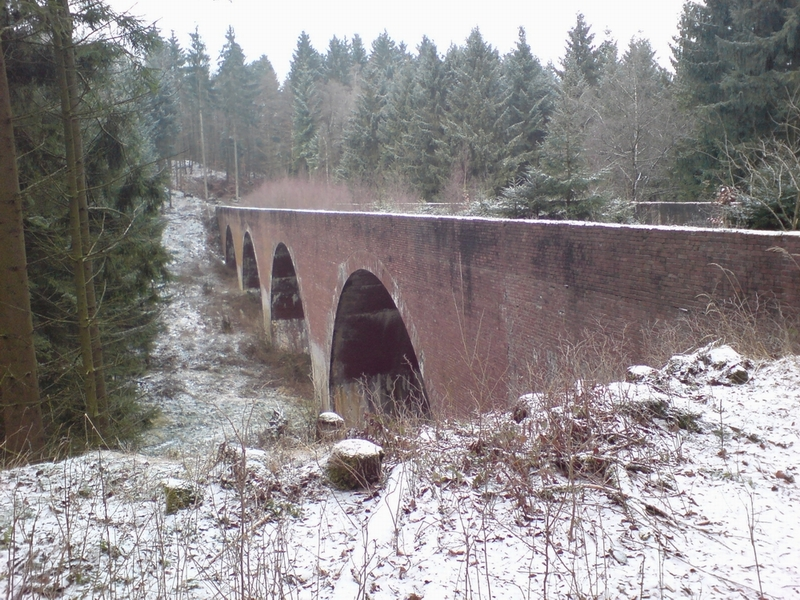
Die größere der beiden Brücken
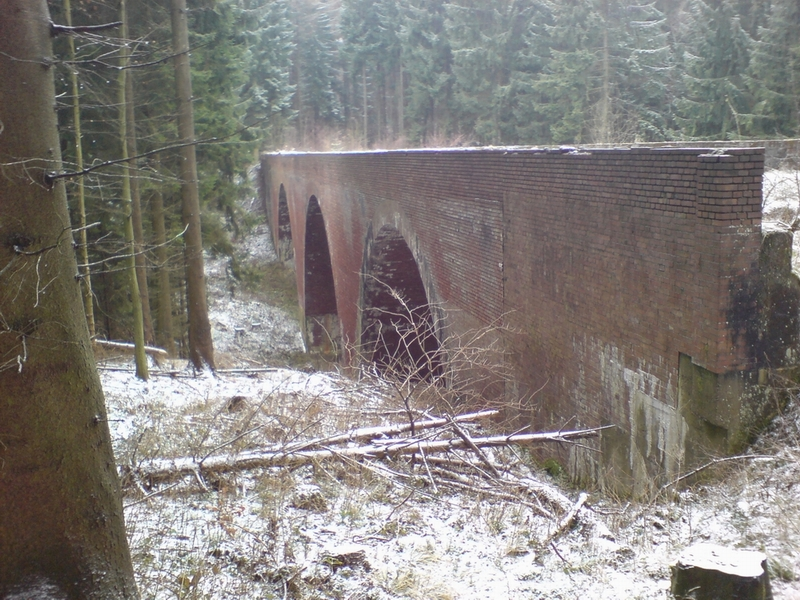
Die kleinere der beiden Brücken

## Muna-Siedlung
Die Muna-Siedlung befindet sich im benachbarten Ort Siddinghausen. Diese Wohnanlage wurde zum Zweck gebaut, Arbeitern, die für die Munitionsanstalt gewonnen werden konnten, einen Wohnplatz zu bieten. Mit den Arbeiten für die Siedlung wurde im Jahr 1939 begonnen, 1941 wurden sie beendet.